# The Blue and the Gray
The Blue and the Gray, titulado, Azul y Gris en Hispanoamérica y El azul y el gris en España, es el decimotercer episodio de la vigesimosegunda temporada de la serie animada Los Simpson. Fue emitido el 13 de febrero de 2011 por la cadena FOX. Marge vuelve su cabello completamente gris, pero a Homer no le gusta y para colmo todos empiezan a tratarla como una anciana.

## Argumento
Después de pasar otro día de San Valentín solo, Moe asiste a un seminario dirigido por el Dr. Kissingher con la esperanza de ganar más confianza con las mujeres. Moe tiene consejos de su médico y le pide a Homer que sea su piloto de flanco. Mientras tanto, Marge descubre que le están apareciendo canas en su cabello, así que decide andar tanto con su familia y en el vecindario ir completamente gris y luciendo un nuevo peinado de la marca madura, pero Bart no está de humor cuando los niños del barrio se burlan de Marge. Más tarde, Homer se enfrenta cuando se entera de que es cada vez más popular entre las jóvenes, pero Homer ayuda a Marge a darse cuenta de que él sólo tiene ojos para ella y demuestra que el amor se encuentra todavía en el aire de Springfield.
- Datos: Q2580587